# Ferdinand von Zeppelin
Ferdinand Adolf Heinrich August Graf von Zeppelin (født 8. juli 1838, død 8. marts 1917) var en tysk officer og luftskibskonstruktør.
Zeppelin var elev på militærskolen i Ludwigsburg og blev i 1858 udnævnt til løjtnant. I 1859 blev han indkaldt til ingeniørkorpset og han deltog fra 1863 som observatør i den amerikanske borgerkrig og senere – i 1866 – som generalstabsofficer i Den tyske krig og i Den fransk-tyske krig 1870 – 1871. Fra 1882 til 1885 var Zeppelin chef for ulanregimentet i Ulm, og derefter Württembergs gesandt i Berlin. I 1891 tog han som generalløjtnant sin afsked, men blev i 1906 udnævnt til general ved kavaleriet.
Fra 1880'erne beskæftigede Zeppelin sig med problemerne i forbindelse med styrbare balloner og begyndte i 1899 bygningen af sin første styrbare ballon, der i 1900 foretog tre flyvninger over Bodensøen. De stadig bedre resultater førte til at der blev gennemført en slags nationalindsamling (lotteri) hvor halvdelen af de indbetalte over 6 millioner mark blev sat i Luftschiffbaugesellschaft Zeppelin G.mb.H.
I 1908 købte militæret det fuldt funktionsdygtige luftskib Z3. Indtil 1914 befordrede Deutsche Luftschiffahrtgesellschaft (Delag) på mere end 1500 flyvninger hen ved 35.000 personer uden uheld.
Under 1. verdenskrig blev det klart at zeppelinere ikke var krigsegnede, da de frembød en alt for stor angrebsflade.